# Ludwig von Löfftz
Ludwig von Löfftz (né le 21 juin 1845 à Darmstadt, mort le 3 décembre 1910 à Munich) est un peintre hessois.

## Biographie
Il apprend la tapisserie en 1862 puis, après six ans, s'inscrit à l'école de sa ville natale. En 1870, il étudie à celle de Nuremberg et l'année suivante à l'académie des beaux-arts de Munich. 
Wilhelm von Diez est son professeur et lui permet d'exposer à l'exposition universelle de 1873 à Vienne. En 1874, il est nommé professeur à l'Académie puis, plus tard, reprendra la classe de Diez après sa démission. Parmi ses étudiants se trouvent Lovis Corinth, Hans Olde, Alfons Mucha, Georgios Jakobides, Paul Ledoux, Josef Moroder-Lusenberg, Spyridon Vikatos (de), Paul Rieth (de), Angelo Jank, Ludwig Schmid-Reutte, Bernhard Wiegandt, etc. 
Son œuvre s'inspire des maîtres allemands et hollandais des xvie et xviie siècles. 

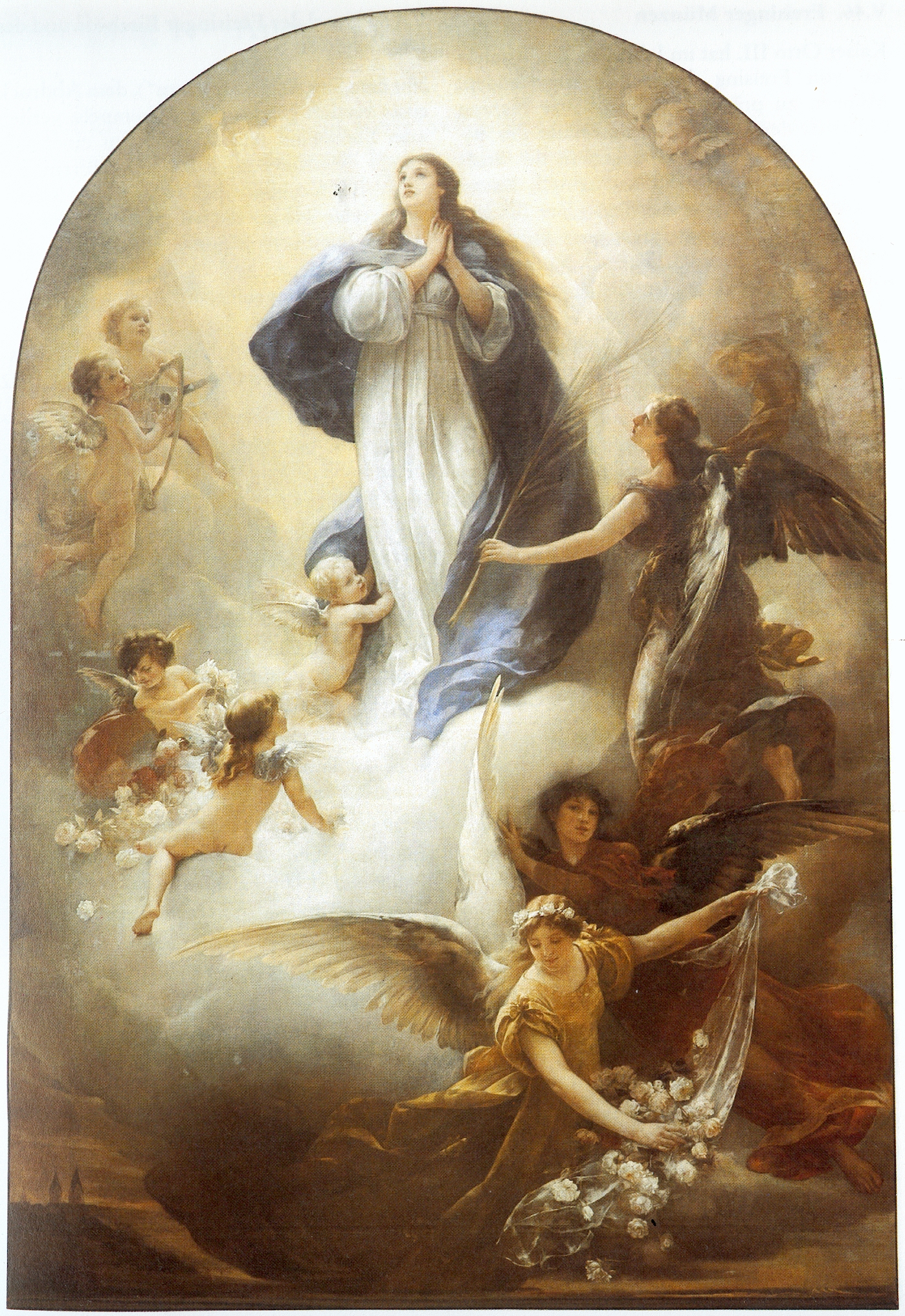
Assomption de Marie, 1888.